# Chalatsa
Chalatsa (georgiska: ხალაწა; ryska: Халаца) är ett berg på gränsen mellan norra Georgien och sydvästra Ryssland. Toppen på Chalatsa är 3 938 meter över havet.